# Осташевская (Тарногский район)
Осташевская — деревня в Тарногском районе Вологодской области.
Входит в состав Верховского сельского поселения, с точки зрения административно-территориального деления — в Верховский сельсовет.
Расстояние по автодороге до районного центра Тарногского Городка — 43 км, до центра муниципального образования Верховского Погоста — 2 км. Ближайшие населённые пункты — Кузьминская, Верховский Погост, Макаровская, Павловская, Васютинская, Тарасовская.
По переписи 2002 года население — 12 человек.